# Diego Nargiso
Diego Nargiso, né le 15 mars 1970 à Naples, est un ancien joueur de tennis professionnel italien.

## Parcours dans les tournois duGrand Chelem

### En simple
| Année | Open d'Australie | Open d'Australie | Internationaux de France | Internationaux de France | Wimbledon       | Wimbledon     | US Open         | US Open      |
| ----- | ---------------- | ---------------- | ------------------------ | ------------------------ | --------------- | ------------- | --------------- | ------------ |
| 1988  | 1er tour (1/64)  | J. Rive          | —                        | —                        | 3e tour (1/16)  | M. Woodforde  | 3e tour (1/16)  | M. Woodforde |
| 1989  | 1er tour (1/64)  | R. Reneberg      | 1er tour (1/64)          | J. Berger                | 1er tour (1/64) | J. Gunnarsson | 1er tour (1/64) | A. Sznajder  |
| 1990  | —                | —                | —                        | —                        | —               | —             | 1er tour (1/64) | T. Witsken   |
| 1991  | —                | —                | —                        | —                        | 2e tour (1/32)  | M. Stich      | 1er tour (1/64) | G. Markus    |
| 1992  | 1er tour (1/64)  | A. Boetsch       | 2e tour (1/32)           | D. Pérez                 | 1er tour (1/64) | K. Braasch    | 2e tour (1/32)  | J. McEnroe   |
| 1993  | 1er tour (1/64)  | J. Eltingh       | —                        | —                        | 1er tour (1/64) | J. Hlasek     | —               | —            |
| 1994  | 1er tour (1/64)  | O. Delaitre      | —                        | —                        | 1er tour (1/64) | C. Bergström  | 1er tour (1/64) | R. Smith     |
| 1995  | —                | —                | 1er tour (1/64)          | M. Chang                 | 1er tour (1/64) | P. Korda      | —               | —            |
| 1996  | 2e tour (1/32)   | J. Siemerink     | —                        | —                        | 1er tour (1/64) | S. Stolle     | —               | —            |

N.B. : à droite du résultat se trouve le nom de l'ultime adversaire.

### En double
| Année | Open d'Australie               | Open d'Australie        | Internationaux de France       | Internationaux de France   | Wimbledon                     | Wimbledon                      | US Open                     | US Open                  |
| ----- | ------------------------------ | ----------------------- | ------------------------------ | -------------------------- | ----------------------------- | ------------------------------ | --------------------------- | ------------------------ |
| 1988  | 1er tour (1/32) P. Canè        | D. Cahill M. Kratzmann  | 1er tour (1/32) O. Camporese   | M. Bahrami J. Potier       | 1er tour (1/32) O. Camporese  | D. Cahill S. Živojinović       | 2e tour (1/16) O. Camporese | S. Casal E. Sánchez      |
| 1989  | 1er tour (1/32) L. Shiras      | G. Donnelly P. Sampras  | 1/8 de finale G. Ivanišević    | C. Pioline G. Raoux        | 2e tour (1/16) O. Camporese   | S. Giammalva Jr G. Layendecker | 1/8 de finale G. Ivanišević | J. McEnroe M. Woodforde  |
| 1990  | 1er tour (1/32) T. Carbonell   | S. Davis R. Van't Hof   | 1er tour (1/32) M. De Palmer   | T. Pawsat T. Šmíd          | 2e tour (1/16) J.-P. Fleurian | R. Leach J. Pugh               | 1er tour (1/32) C. Caratti  | G. Ivanišević P. Korda   |
| 1991  | —                              | —                       | 1er tour (1/32) D. Flach       | T. Carbonell H. de la Peña | 1er tour (1/32) J. Sánchez    | P. Albano S. Cannon            | 1er tour (1/32) F. Clavet   | P. Galbraith T. Witsken  |
| 1992  | 1er tour (1/32) S. Pescosolido | G. Connell G. Michibata | 1er tour (1/32) U. Riglewski   | B. Dyke P. Lundgren        | 2e tour (1/16) M. Rosset      | P. Haarhuis M. Koevermans      | 1er tour (1/32) J. Sánchez  | S. Cannon G. Van Emburgh |
| 1993  | 2e tour (1/16) P. Kühnen       | G. Muller J. Sánchez    | —                              | —                          | —                             | —                              | 1/4 de finale J. Sánchez    | M. Damm K. Nováček       |
| 1994  | 1er tour (1/32) I. Kafelnikov  | L. Pimek G. Van Emburgh | 2e tour (1/16) P. Nyborg       | L. Jensen M. Jensen        | 1er tour (1/32) S. Casal      | M.-K. Goellner I. Kafelnikov   | 1er tour (1/32) P. Nyborg   | D. Cahill J. Fitzgerald  |
| 1995  | —                              | —                       | 1er tour (1/32) M.-K. Goellner | D. Johnson K. Thorne       | 2e tour (1/16) G. Raoux       | A. O'Brien S. Stolle           | 1er tour (1/32) L. Lavalle  | P. Korda N. Kulti        |
| 1996  | 1er tour (1/32) A. Gaudenzi    | T. Ho B. Steven         | 1er tour (1/32) J. Ireland     | L. Manta P. Vízner         | 2e tour (1/16) N. Pereira     | M.-K. Goellner I. Kafelnikov   | 1/8 de finale A. Gaudenzi   | L. Lobo J. Sánchez       |
| 1997  | 1er tour (1/32) A. Gaudenzi    | S. Davis D. Macpherson  | —                              | —                          | —                             | —                              | —                           | —                        |
| 1998  | —                              | —                       | —                              | —                          | —                             | —                              | —                           | —                        |
| 1999  | —                              | —                       | —                              | —                          | —                             | —                              | —                           | —                        |
| 2000  | —                              | —                       | 1er tour (1/32) M. Llodra      | J. Björkman B. Black       | 2e tour (1/16) M. Llodra      | J. Björkman B. Black           | 1er tour (1/32) M. Llodra   | E. Ferreira R. Leach     |
| 2001  | —                              | —                       | —                              | —                          | 1er tour (1/32) M. García     | J. Novák D. Rikl               | —                           | —                        |

N.B. : le nom du ou de la partenaire se trouve sous le résultat ; le nom des ultimes adversaires se trouve à droite.